# Федотов, Александр Филиппович
Алекса́ндр Фили́ппович Федо́тов (1841—1895) — известный русский актёр, режиссёр Московского отделения Императорских театров, драматург, театральный педагог, антрепренёр; муж выдающейся русской актрисы Гликерии Федотовой.

## Биография
Учился на медицинском факультете Московского университета, но из-за участия в политических студенческих кружках и выступлениях против режима был отчислен. Увлёкся театральным искусством и стал сотрудничать с любительскими театральными труппами — сначала как актёр, потом как режиссёр.

## Творчество

### Малый театр
С 1862 года Александр Филиппович в московском Малом театре, где дебютировал как драматический актёр в пьесах «Кащей» и «Чужое Добро». Дебюты прошли успешно, и молодой человек был принят на службу в Малый театр, где прослужил до 1873 года. Через год он женился на молодой актрисе, только что принятой в театр, будущей великой русской драматической актрисе Гликерии Федотовой-Позняковой. В браке родился сын Александр, также ставший артистом Малого театра.
Среди ролей этого периода в пьесах А. Н. Островского: Бальзаминов («Женитьба Бальзаминова)»), Рисположенский («Свои люди — сочтёмся»), Разлюляев («Бедность не порок»), Тихон («Гроза»), роли в пьесах мировой классики — Жорж Данден («Жорж Данден» Мольера), признающаяся как одна из лучших ролей актёра, сэр Эндрю («Двенадцатая ночь» Шекспира, 1867). В его бенефис 3 октября 1869 года в Малом театре впервые прошёл водевиль «Соломенная шляпка» — в собственный бенефис артист сам выбирал произведение для исполнения.

### Постановки в антрепризах
Ещё раньше, до работы в Малом театре, оказавшись отчисленным из Московского университета, Федотов заинтересовался драматургией и драматической сценой и начал выступать в любительских постановках. В 1860—1870 гг., уже работая в Московской императорской труппе, он продолжал ставить любительские спектакли. Одна из его работ — «Горе от ума» А. С. Грибоедова в Дворянском клубе (1870).
В 1872 году он с большим трудом добился разрешения на организацию Народного театра на Политехнической выставке (в Москве и Петербурге ещё существовала монополия императорских театров), собрав труппу из крупных провинциальных актёров, среди которых были Н. Х. Рыбаков, М. И. Писарев, К. Ф. Берг, В. А. Макшеев, А. И. Стрелкова и др., и начинающих актёров Малого театра. Народный театр просуществовал всего 3 месяца, после чего был закрыт. Однако, даже за эти три месяца Федотов успел поставить несколько спектаклей, с успехом принятых зрителями, в том числе: «Ревизор» Н. В. Гоголя, «Недоросль» Д. И. Фонвизина, «Бедность не порок» А. Н. Островского и несколько других, причём «Ревизор» и «Свои люди — сочтёмся» впервые в Москве прошли в оригинальном, бесцензурном виде. Были показаны и музыкальные представления: отрывок из оперы «Жизнь за царя» Глинки, «Русалка» Даргомыжского, «Мельник — колдун, обманщик и сват» Аблесимова с музыкой Соколовского.
После скоропалительного закрытия Народного театра Федотов был антрепренёром ещё нескольких трупп (театра «Буфф» в Санкт-Петербурге, летнего театра в Павловске).
А. Ф. Федотов был избран председателем созданного 9 января 1877 года Общества взаимного вспоможения русских артистов для «доставления русским артистам большего удобства для распространения их произведений в публике и усовершенствования их дарований».
В 1888 году А. Ф. Федотов вместе с К. С. Алексеевым (Станиславским), художником Ф. Л. Соллогубом и оперным певцом Ф. П. Комиссаржевским основал «Общество искусства и литературы» и театральную школу при нём. Оно разместилось в Москве в Нижнем Кисловском переулке, в доме, принадлежавшем когда-то семье высокопоставленных чиновников Секретарёвых, потому театр скоро получил негласное прозвище «Секретарёвка». Александр Филиппович стал преподавать драматическое искусство и ставить спектакли со студентами. Среди его постановок там: «Скупой рыцарь» А. С. Пушкина, «Горькая судьбина» А. Ф. Писемского. Общество просуществовало до 1891 года.
После его закрытия А. Федотов уже самостоятельно основал в Москве похожее предприятие — школу драматического искусства. Однако в 1893, уехав в Петербург, Федотов поступил в Петербургскую труппу императорских театров, куда был приглашён как актёр и как преподаватель сценического искусства в Петербургской театральной школе.

### Драматургическая деятельность
А. Ф. Федотов был известен не только как актёр и режиссёр, но и как драматург, произведения которого шли на сценах русских театров. В Малом театре были поставлены его пьесы: «Рубль» (21 ноября 1885 в бенефис Ф. П. Горева, в 1902 году постановку осуществил А. П. Ленский на сцене филиала Малого театра — Нового театра), «В деревне» (1887), «Хрущёвские помещики» (17 января 1888 в бенефис П. Я. Рябова), «Дети отцов своих» (1891) и др. Помимо написания собственных пьес Федотов перевёл для театра несколько пьес зарубежных авторов.
В 1890—1891 гг. в Москве было издано его четырёхтомное «Полное собрание драматических сочинений и переводов».